# سفارة الولايات المتحدة في قبرص
سفارة الولايات المتحدة في قبرص هي أرفع تمثيل دبلوماسي لدولة الولايات المتحدة لدى قبرص. تقع السفارة في نيقوسيا وهي تهدف لتعزيز المصالح الأمريكية في قبرص.

## وصلات خارجية
- قائمة سفارات الولايات المتحدة
- قائمة السفارات في قبرص